# Parque nacional Montaña Negra
El parque nacional Montaña Negra es un parque nacional en Queensland (Australia), ubicado a 1539 km al noroeste de Brisbane.
La principal atracción del sitio es una montaña de rocas de granito de quinientos  metros de altura.
Los espacios entre las rocas son con frecuencia muy grandes, muchos de ellos conducen a profundas cavernas, pobladas de murciélagos. No se dispone de mapas de recorrido de las cavernas y se desaconseja explorarlas a visitantes inexpertos.
El color negro de las rocas se debe a un alga azul verdosa que las puebla. Algunas rocas se ven blancas debido a recientes procesos de erosión. La región alberga algunas especies únicas, como la rana de la Montaña Negra.
El parque nacional Montaña Negra forma parte de los Trópicos húmedos de Queensland, Patrimonio de la Humanidad en Australia según la Unesco.